# Вітер кохання
Вітер кохання — турецький романтичний телесеріал, показ якого розпочався у 2019 році. Розповідає про жагу помсти за смерть рідних, протистояти якій зможе лише кохання.
Основою серіалу є роман турецької письменниці Сюмейє Коч «Херджаї» (тур. Hercai).
У Туреччині існує легенда про дві закохані квітки. Перша дуже ревнувала другу до інших квіток, тому запропонувала розцвісти не разом із усіма навесні, а взимку, коли вони зможуть належати лише одна одній, і вся природа буде їхньою. Друга квітка погодилася. І ось настала зима, і квітка, яку називають Підсніжником, зацвіла. Серед снігу він довго чекав свою кохану, але марно! Тоді ж тужливо схилив голову і помер. А недочекався він її тому, що вона порушила домовленість і розквітнула раніше терміну — влітку. Турки її називають Hercai (та, хто обдурила і зрадила коханого), а українці — Триколірною Фіалкою.

## Акторський склад та український дубляж
- Акін Акінозу (Дмитро Гаврилов) — Міран Асланбей
- Ебру Шахін (Катерина Брайковська) — Реян Шадоглу
- Айда Аксель (Ірина Дорошенко) — Азізе Асланбей
- Ґюльчін Сантирджиоглу (Лариса Руснак) — Султан Асланбей
- Серхат Тутумлуер (Олег Лепенець) — Хазар Шадоглу
- Оя Унустаси (Аліса Гур'єва) — Ґьонуль Асланбей
- Ахмет Тансу Ташанлар (Дмитро Завадський) — Азат Шадоглу
- Сердар Озер (Дмитро Терещук) — Джихан Шадоглу
- Ґюльчін Хатихан (Лідія Муращенко) — Хандан Шадоглу
- Ілай Еркек (Наталя Романько-Кисельова) — Ярен Шадоглу
- Джахіт Ґок (Олександр Погребняк) — Ферат Деміральп/Асланбей
- Феріде Четін (Олена Яблочна та Катерина Сергеєва) — Зехра Шадоглу
- Ґюнеш Хаят (Олена Узлюк) — Есма
- Айдан Бурхан (Ольга Радчук) — Ханіфе
- Інчі Шен — Нігяр Катарчи
- Асли Самат — Меліке Аштутан
- Ейлем Танривер — Керіман Четін
- Ебрар Алья Демірбілек — Ґюль Шадоглу
- Еда Еліф Басламисли — Еліф Асланбей
- Доган Байрактар (Андрій Федінчик) — Аслан Асланбей
- Айшеґюль Ґюнай (Ольга Радчук) — Фюсун Асланбей
- Маджит Сонкан (Юрій Висоцький) — Насух Шадоглу

А також: Олександр Завальський, Ярослав Чорненький, Євген Пашин, Анатолій Зіновенко, Максим Кондратюк, Олесь Гімбаржевський, Юрій Кудрявець, Андрій Твердак, Михайло Жонін, Роман Чорний, Андрій Альохін, Михайло Тишин, Ніна Касторф, Тетяна Антонова, Наталя Ярошенко, Юлія Перенчук, Катерина Буцька, Ганна Соболєва.
Українською мовою серіал дубльовано студією «1+1» у 2020—2021 роках.

## Сюжет

### Перший сезон
Бабуся Азізе́ з дитинства налаштовує Міра́на Асланбея проти родини Шадоглу, стверджуючи, що один із них (Хазар) винен у смерті його батьків. Але вона не хоче, щоб онук когось убивав, бо це — начебто дуже мала кара. Необхідно розорити і збезчестити їх. Міран виріс і під прізвищем Аксой втерся у довіру до своїх ворогів, ставши їм важливим партнером по бізнесу.
Насу́х Шадоглу має двох синів (Хазара і Джихана), що із родинами живуть у батьківському домі. Голова сім'ї не терпить непослуху, хоча онуків любить. Усіх, окрім Рея́н. Все тому, що вона йому не рідна, бо син Хазар одружився з уже вагітною від іншого дівчиною Зехрою. Дід постійно лається, а іноді і б'є Реян, і навіть батько (вона не знає, що він — не рідний) не може цьому завадити. Випадково дівчина знайомиться із Міраном. Він у той же день каже Насухові, що хоче стати зятем їхньої родини, і просить руки Реян, але той вирішує віддати за такого хорошого хлопця свою рідну онуку Яре́н (доньку Джихана). Та дуже рада, бо теж вподобала Мірана. Однак парубок ламає їхні плани і при свідках говорить, що сватається саме до Реян. Дід змушений благословити їх. Різними подарунками та сюрпризами Міран схиляє до себе серце дівчини. Йому допомагають начебто мати Султан та сестра Ґьонюль, але насправді вони хлопцеві — тітка та кузина, на якій бабуся змусила його одружитися. А Реян вже давно кохає син Джихана Азат і під час ритуалу «ніч хни» зізнається у цьому дівчині та її батьку.
Ярен проклинає сестру за те, що та начебто відбила у неї нареченого, і псує її весільну сукню. Під час весілля вона підслухала розмову Ґьонюль і її матері про те, що все це заради помсти, і наступного дня Міран із соромом прожене молоду дружину. Насух намагається засватати «сестру» нареченого за свого онука Азата, але Міран відмовляє. Азізе наказує підкупити офіційного реєстратора, щоб той одружив її онука попри те, що він вже має дружину. П'яний Азат влаштував на весіллі сварку і випадково ранить маленьку кузину Ґюль. Дівчинку прооперували, але вона перебуває в критичному стані, бо кулю із мозку дістати не змогли. Молодята цього не знають, бо поїхали у готель. Машина зламалася, і вони змушені ночувати у покинутій хатинці. Переспавши із «дружиною», Міран вранці ошелешує її словами, що він — не Аксой, а, значить, і не чоловік їй, і йде, залишивши її одну. Дівчина не розуміє, чому він брехав і збезчестив її. Вона підпалює хатинку, намагаючись покінчити із життям. Міран їде на кладовище, де поховані батьки, і зустрічає там бабусю. Та радіє, що нарешті помстилася ворогам. Хлопець непокоїться за Реян і просить друга Фірата поїхати до хатинки і перевірити, чи все гаразд, але Азізе випередила його. Вона наказала водієві винести дівчину із полум'я, відвезла ту у її рідне містечко і викинула посеред площі. Люди з осудом дивилися на босу Реян у брудній весільній сукні. Нещасна змушена була повернутися додому, але скільки б вона не казала, що невинна, дід побив її і наказав терміново знову віддати в шлюб з першим, хто попросить. Міран чує цю розмову і картається. Попередньої ночі Ґьонюль намагалася звабити його, але він утік. Хоча вони і одружені, але ніколи не кохалися. Мати дівчини розповідає про своє нещасне подружнє життя: чоловік (син Азізе) бив її і навіть припік праскою живота, через що вона втратила дитину. Султан заспокоює доньку, що зрештою та, як дружина Мірана, після смерті баби стане хазяйкою. Шадоглу дізнаються, що Міран їх обдурив, коли з'ясувалося, що реєстратор утік. Хазар починає підозрювати причетність Асланбеїв, але діда більше турбує, що вони, довіряючи Мірану, набрали багато грошей у кредит, не зможуть їх повернути, і про це всі дізнаються. Азат пропонує Реян одружитися, але його мати Хандан заборонила дівчині погоджуватися на це. Ярен зловтішається із горя сестри.
Міран підсилає свататися до Шадоглу чоловіка із домовленістю, що той відразу розлучиться із Реян і віддасть її йому. Хазар каже донці тікати, але та дорогою зустрічає матір, і їх ловлять. Дівчина відмовляється вступати в шлюб, і дід хоче її застрелити. Хазар згадує, що Азат кохає його доньку, і пропонує, щоб дівчину покарав її кузен. Поглядами вони домовляються, що той, звісно, цього не зробить. Азат забирає дівчину, і вони їдуть. Міран і Фірат женуться за ними і перехоплюють їх на мосту. Реян каже, що не поїде далі із Азатом і, поготів, не повернеться до Мірана, і стрибає у річку. Її «чоловік» — слідом за нею. Сильна течія віднесла їх далеко, і Азат подумав, що вони потонули. Асланбеї повернулися у своє рідне місто Мід'ят, яке із горем покинули 27 років тому. Азізе викликає на головну площу Насуха і Хазара і при натовпі радісно розказує, що нарешті помстилася Шадоглу. Нещасний Азат повідомляє родині новину про Реян. Дід наказує, якщо вона все ж жива, убити її і Мірана. Сину ж він каже, що таким чином дівчина розплатиться за гріх, що вчинив він (Хазар) із Асланбеями. Ґюль приходить до тями. Фірат знаходить друга і відвозить їх із Реян у якийсь будинок. Дівчині вдається зателефонувати матері, але сказати, де вони, вона не змогла. Міран дає Реян пістолет і дозволяє застрелити його, якщо це її втішить. Дівчина вистрілила, поранила його у зону ключиці і вибігла із будинку. Невдовзі вона зрозуміла, що хлопець може померти, і повернулася. Керуючись вказівками раненого, Реян витягла кулю. Шадоглу знаходять на березі речі втікачів і розуміють, що ті вижили. Азат повстає проти діда: каже, що не дозволить вбити Реян, і що одружиться із нею. Султан дізнається, де переховується її зять і, щоб розлучити його із Реян, повідомляє адресу Хазарові. Той їде і просить брата не розповідати батькові, але Джихан видає його.
Щоб врятувати доньку від Насуха, Хазар змушений відпустити її із Міраном. Той привозить її у дім родини Асланбеїв. У Гьонюль істерика, але Азізе дозволяє доньці ворога залишитися, очевидно, щоб ще якось позбиткуватися над нею. Щоб не втекла, Міран закриває її у кімнаті. Найменша онука Азізе Еліф не знає про помсту і обурюється, чому так повелися із дівчиною. Баба розповідає їй, і стає відомо, що двоє її синів (батьки Ґьонюль і Еліф) загинули у автокатастрофі, а із батьками Мірана Хазар начебто вбив і брата Азізе. Ґюль виписали із лікарні. Служниця Ханіфе чула, що Ярен знала про підступ Мірана ще до весілля. Вона шантажує Хандан із донькою, щоб ті якимсь чином посприяли, і Насух на ній одружився. Ярен зустрічається із Фіратом, заграє до нього, дізнається, де перебуває Реян, і каже про це дідові. Зехра вимагає у Мірана повернення доньки, але той переконує, що лише він може захистити її від Насуха. Ґьонюль вночі проникла до суперниці і намагалася задушити її подушкою, але після невдачі втекла невпізнаною. Азізе розуміє, що онук закохався у Реян. Щоб вберегти Еліф від помсти з боку Шадоглу, вона вирішує видавати ту за доньку служниці, матері Фірата. Ярен, завдяки останньому, зустрічається із Міраном і намагається переконати його у любові до сестри, хоча запланувала одружитися з ним. Хазар дослухався до вмовлянь дружини і телефонує адвокату із наміром відмовитися від спадщини і придбати будинок у Стамбулі.
Міран погодився вночі, коли всі сплять, привести Реян до сестри. Коли дівчина вже поверталася назад, дід схопив її і націлив пістолета у голову. Прибіг Міран, а згодом і Ґюль. Щоб не засмучувати маленьку онуку, Насух відпустив Реян. Остання нарешті допиталася, чому Асланбеї ненавидять Шадоглу. Окрім убивства його батьків, Міран ще звинувачує Хазара у намірі збезчестити його маму. Реян не може повірити, що її батько здатен на такі звірства. Хазар же розповідає свою версію Зехрі: у молодості він і мама Мірана кохали одне одного, але, коли він служив у армії, її насильно віддали в шлюб. Він повернувся і дізнався, що Асланбеї постійно знущаються із його коханої. Вони вирішили втекти разом, але їх наздогнали. Хазара сильно вдарили, і він точно не знає, що там далі трапилося. Азізе пропонує Шадоглу сплатити їхні кредити, якщо вони віддадуть їй свій маєток. Еліф у місті почула розмови людей про «хороших Шадоглу» і «злостивих Асланбеїв». Зла на бабусю, вона не йде додому, і її пізно увечері зустрічає Джихан. Азізе думає, що це Шадоглу викрали онуку, і приходить до них. Хазар йде до Асланбеїв, щоб забрати доньку, але Міран повіз її на прогулянку. Насух дізнається, що син хоче поїхати. Ярен, Азат і Ґьонюль об'єдналися, щоб розлучити Мірана і Реян. Хандан через це закрила доньку у кімнаті. Джихан підвозить Еліф до неї додому і з подивом розуміє, що це — маєток Асланбеїв. Дізнавшись завдяки Ярен, що Міран і Реян знаходяться у заміському будинку, Ґьонюль і Азат їдуть туди. Коли Міран поїхав у магазин, вони розповідають нещасній, із ким одружена Ґьонюль. Шокована Реян погоджується поїхати із братом, а Ґьонюль штрикає себе ножем у живіт. Приїжджає Міран і відвозить її до лікарні. Там вона бреше, що то Реян хотіла її вбити. Азат пропонує Реян одружитися. Та погоджується, і хлопець сміливо повідомляє про це діда. Султан погрожує свекрусі, що розповість Мірану про знущання Асланбеїв над його мамою. Хандан підіслала до ворожої родини служницю Шахріє, і та розповіла їй, що Еліф — онука Азізе. Насух погрожує Зехрі розповісти Реян, що вона — не Шадоглу, якщо син із родиною поїдуть.
Джихан на словах підтримав намір сина одружитися, а сам наказав охоронцю викрасти Реян і відвезти до Мірана. Дізнавшись про це, Азат поїхав за ними, і попри прохання Мірана залишитися, Реян повернулася додому із братом. Міран приходить на кладовище до батьків і застає там згорьованого Хазара. Той запевняє хлопця, що любив його маму Дільшах і не скривдив би її. Хоча бабусина ненависть до Шадоглу глибоко засіли у голові Мірана, той починає сумніватися у її правдивості. Розуміючи, що донька не буде щасливою і в другому шлюбі, Хараз і Зехра вговорюють Реян на від'їзд. Вони відправляють її разом із служницею до дідуся і бабусі останньої. Дізнавшись від Ґюль, де його кохана, Міран приїхав до неї. Під час їхньої суперечки скорпіон ужалив Реян. Бабуся служниці береться лікувати дівчину. Із розмови Азізе із мамою Фірата стає зрозуміло, що Міран — син Хазара, і баба видає його за онука, щоб родину Шадоглу знищив «їх власний виплодок». Лише після цього він має дізнатися правду про власне походження. Еліф і Джихану стає відомо про зговір Ярен і Ґьонюль. Джихан турбується, що донька накличе на них біду, і пропонує Насуху віддати її в шлюб.
Азат також поїхав до Реян. Дівчина зла на обох кавалерів. Хазар повертає її додому і знову хоче залишити будинок батька разом із дружиною і доньками. Дізнавшись про шантаж Насуха, він не наважується зізнатися Реян, що є їй нерідним батьком, і змушений залишитися. Однак він твердо налаштований більше не дозволяти нікому із рідні ображати Реян. Почувши від коханої, що вона не різала Ґьонюль, Міран ледь не задушив останню. Його зупинили слова Султан про те, що він чинить із її донькою так, як його батько із його мамою. Азізе дуже шкодує, що Ґьонюль доводиться так страждати, але це потрібно для її помсти. У маєток Шадоглу із армії повертається син однієї із служниць. Він закоханий у Ярен. Азізе направляє адвокатів до Шадоглу із вимогою грошей. Насух знову зриває злість на Реян, б'ючи її. Дізнавшись про це, Міран пропонує йому пробачити всі борги, якщо дід віддасть йому дівчину. Але той не хоче миритися і каже, що схвалює її одруження із Азатом. Останній почув слова Хазара, що він — не батько Реян. По документам усе майно Асланбеїв належить Азізе і Фірату (баба спеціально зробила так, щоб Міран не міг нічим розпоряджатися). Насух насправді не хоче одруження Азата. Він наказав найманцю викрасти Реян і скинути у прірву, наче вона покінчила життя самогубством. Дівчина нарешті висказала Мірану про те, що їй відомо, що він одружений. Хлопець повертається додому і кричить, що розлучається.
Дізнавшись, що дід хоче вбити Реян, Міран викрадає її під час «ночі хни». А розлючений Азат вдирається до Асланбеїв і викрадає Ґьонюль, вимагаючи повернути свою наречену. Після кількох спроб втечі Реян Міран просить надати йому ще один шанс і добровільно провести із ним хоча б один день. Вона погоджується, і вони гуляють містечком. Азат пошкодував, що викрав Ґьонюль, і сказав, що відпускає її. Але дівчина вистрілила у нього і зателефонувала Фірату. Вдома вона набрехала, нібито Азат хотів зґвалтувати її. Азізе стає відомо, де перебуває Міран, і вона телефонує, Хазарові, щоб той забрав доньку. Почувши про викрадення Ґьонюль, Реян їде із батьком. Азізе знову налаштовує онука проти Хазара. Азат поранений сам прийшов додому. Шадоглу дізналися, що Хандан підіслала шпигунку до Асланбеїв. Натомість з'ясовується, що служниця Шадоглу Ханіфе — це молодша сестра Азізе. Вона всі ці роки шпигувала для Асланбеїв і сподівалася, що зараз вже сестра дозволить їй повернутися додому, але та знову відсилає її до ворогів. Міран погрожує Насухові, якщо той не полишить спроб нашкодити онуці. Сплив термін повернення кредиту, і Азізе вимагає, щоб Шадоглу залишили маєток. Вони збираються переїждати у свій інший, менший дім. Міран відправив Ґьонюль документи на розлучення. Баба вговорили її їх підписати, пообіцявши, що врешті-решт дівчина отримає бажане. Міран відбудував хатинку, що спалила Реян. Там він запропонував їй одружитися ще раз. Але коли дівчина спитала, чи готовий він відмовитися від помсти, Міран промовчав. Реян пішла із хатинки, залишивши коханого.

### Другий сезон
Шадоглу переїхали у заміський маєток. Насух згадує, як вони жили там із дружиною. Азат посеред площі перестрів Ґьонюль і звинуватив її у наклепі. Вони із Міраном побилися. Насух вирішує десь заховати онука, побоюючись, що Азізе накаже убити його. Міран злий на бабу, бо через неї страждає Реян, а та у відповідь звинувачує його, що забув про помсту. Хлопець зустрічається із коханою, Джихан бачить це і після повернення додому б'є її. Машину Мірана розстрілюють із автомата, але він — неушкоджений. Під час чергової зустрічі Реян розуміє, що не може втратити його і погоджується на одруження (таким чином вона ще надіється вирішити проблему суперництва між двома чоловіками, що закохані в неї). Вони їдуть у дім Асланбеїв, де Міран оголошує всім цю новину і говорить, що збирається жити окремо від родини. Закохані домовилися, що одружаться наступного дня (Мірана і Ґьонюль мають вже до того часу розлучити). Ярен нажалілася діду, що сестра зустрічалася із «ворогом», і той заборонив їй виходити з дому, але вона втекла і прийшла до Асланбеїв. Азізе таємно телефонує Насухові, щоб повідомити це і познущатися. Хазар мчить на весілля, і донька при ньому підписує документ. Батько змушений піти. Причиною того, що Ґьонюль погодилася на розлучення стали слова баби про те, що її начебто померлий під час пологів брат — живий. Азізе обіцяла сказати, де він. Молодята їдуть у власний дім. Баба наказує обстріляти їх, щоб підставити Шадоглу. У Мірана раніше теж стріляли за її вказівкою. Хандан вагітна. Ярен повідомила брату про одруження Реян, а Фірату — що він їде до них. Насуху стає зле, коли він дізнався, що у доньку стріляли. Азат пробирається в дім Асланбеїв. Реян при всіх заявляє йому, що вступила в шлюб добровільно, вона просить Мірана не вбивати брата, а того — піти. Пізніше молодята зустрічаються із Зехрою, і Міран клянеться тещі, що зробить усе для захисту Реян. Хазар говорить Мірану, що Шадоглу не стріляли в нього, як доказ наводячи обстріляну дивним чином (щоб не нашкодити) машину. Азізе збирає всіх своїх людей і їде до Шадоглу. Реян вихопила у охоронця пістолет і наказала їхати за ними. Еліф телефонує брату, щоб той завадив кровопролиттю. Коли Міран і Хазар приїхали, представники родин стояли, направивши одне на одного пістолети. Реян так і не приїхала.
Дівчину викрали троє хлопців, і не зрозуміло, хто їх найняв. Міран, Хазар і Азат шукають її, але — безрезультатно. Ярен дізнається, що все майно Асланбеїв записане на Фірата. Міран простежив за бабою і побачив, що вона зустрічається із служницею Шадоглу. Реян повернули, але викрадачів вона упізнати не може. Обстріляну машину викрали. Баба постійно налаштовує онука проти Хазара. Реян, не кажучи чоловікові, віддає Азізе папірець, який їй поклали до кишені. Там написано, що скоро вона заплатить за свої гріхи. Стара турбується: хто ж це може бути? Щоб остаточно пояснити Азату, що вона кохає чоловіка, Реян зустрічається із ним у кав'ярні. Султан бачить їх там і розповідає Міранові, очікуючи що він розізлиться на дружину. Але, виявляється, той сам дозволив Реян піти на ту зустріч. Зехра дуже переживає за доньку і готова навіть розповісти їй, що Хазар — нерідний батько, аби лиш забрати її і поїхати жити окремо від діда. Джихан хоче одружити сина із Еліф. Ґьонюль шукала у кімнаті Азізе якусь інформацію про нібито померлого брата, а знайшла свідоцтво про усиновлення Фірата служницею Есмою. Щоб зупинити чутки про Азата і Реян і показати, що вона офіційно стала невісткою Асланбеїв, Міран влаштував роздачу їжі всім охочим на площі, де Азізе колись випхала із машини бідну дівчину. Тепер молоді з'явилися там разом, змусивши поїхати і бабу. Ярен підлещується до Фірата, той мліє від неї. Хазар уночі викликав на зустріч Есму. Виявляється, у молодості вона співчувала Дільшах і Хазару і не підтримує помсти хазяйки, але та шантажує її сином. Після повернення служниці Азізе помітила, що та кудись виходила. З'ясовується, що перед тим, як віддати бабі записку від викрадачів, Реян показала її чоловікові. Ґьонюль знайшла фото маленького Ферата із якоюсь жінкою (нею є Ханіфе, сестра Азізе, що прислуговує Шадоглу). Хазар дізнається, що Азізе раніше працювала у Асланбеїв, а коли старий пан помер, вискочила за панського сина. Реян дізнається від батька, що перстень, який Міран їй надів на палець, подарував його мамі саме Хазар. Показують минуле, коли Азізе наказує Дільшах говорити, що її син народжений від законного чоловіка. Зехра теж вагітна. Маленька Ґюль напросилася до «Міранчика» і Реян у гості.
Адвокати Шадоглу привозять їм документ, який засвідчує, що їхній дім знову належить їм. У Асланбеїв паніка: адвокат зник, прихопивши документи на «відвойовану» у Шадоглу власність. Азізе зустрічається із Азатом і погрожує вбити Реян із пістолета, що належить хлопцю (він загубив його, коли приходив до Асланбеїв, щоб забрати кохану). Баба змушує його полетіти із міста, а сама домовляється із Ярен набрехати Реян, нібито Азат через нещасне кохання покидає рідних. Реян їде до брата у аеропорт і просить залишитися. Азізе привозить онука, щоб той побачив «зраду дружини». Але Міран знав, що цей підступ організувала баба, бо раніше перестрівся із Азатом, і той йому все розказав. Також хлопець знайшов їхнього адвоката із дізнався, що то Азізе наказала тому сховатися. А ще Есма показала йому квиток на літак, який мусить підкласти Реян у сумочку. Міран дуже засмучений такими підлими вчинками бабусі. Насух у молодості часто бував у заміському маєтку, але після пожежі в саду, у якій загинули кілька робітників, перестав приїжджати. Показали, що у Азізе вся спина вкрита шрамами (очевидно, від опіків). Реян умовила батька розповісти про минуле Мірану, але хлопець дуже злий і нічого не хоче чути. Він посварився із Фіратом, нібито той міг знати про задуми баби. Хазар знову кликав Есму на зустріч і закликав розповісти правду Мірану. Фірат бачив їх і не розуміє матір. Есма таємно перечитує листи Дільшах Хазару, де та повідомляє коханому, що її син від нього, що Асланбеї її мордують, і призначає зустріч. Батьки пропонують Азату одружитися із Еліф, щоб таким чином отримати важелі впливу на ворогів. Хазарові не вдалося викрити Азізе, бо привезений ним до Мірана чоловік сказав, що Хазар змушував його наговорити на стару. Знаючи, що онук стежить за нею, Азізе влаштувала цілу виставу на могилах свого сина і невістки, слізно розповідаючи, що заговір проти Реян — це єдиний її гріх, та і його вона вчинила лише через любов до Мірана. Після цього баба поїхала в інший їхній дім, нібито її мучить совість, але прагнучи, щоб онук приїхав і забрав її додому. Есма віддала Хазару один із листів Дільшах. Прагнучи якнайшвидше показати його Мірану, але розуміючи, що охоронці його не пропустять, чоловік поліз через височезний паркан. Реян почула крик, вибігла і побачила, що батько лежить внизу сходів, а над ним стоїть Міран. Хазар непритомний у лікарні, Реян підозрює, що то її чоловік штовхнув батька, але той все заперечує. Хлопець приховував, що здав кров для пораненого, але Реян дізналася. Еліф — не при собі. Султан хвилюється, що дівчина згадає, як безпосередньо після автокатастрофи, коли загинули її батьки, тітка відмовилася витягнути із палаючої машини свого чоловіка. Хтось викрав лист Дільшах із речей Хазара. Азізе повернулася до сім'ї. Ярен пропонує Султан якийсь вигідний план, що включає в себе одруження її брата і Еліф. Міран пообіцяв дружині, що не буде мститися її батькові, доки не знайде переконливих доказів його вини. Зехра, зрозумівши, що донька помирилася із чоловіком, вдарила її і прогнала із лікарні. Ґюль бачила це і дуже образилася на маму.
Від лікарки швидкої Реян дізналася, що батько згадував про якийсь лист. Еліф прийшла до лікарні і зустрілася із Азатом. Азізе забрала її додому і накричала, щоб та не сміла побиватися за ворогом. Хазар опритомнів, коли Азізе стояла біля його ліжка і погрожувала, що скоро він дізнається, що значить втратити дитину. З'ясувавши, що лист Дільшах зник, та під впливом Зехри, яка боїться за життя Реян, він наважується збрехати доньці, нібито його штовхнув Міран. Хоча насправді це зробила Еліф. Реян проганяє чоловіка. Той у розпачі. Зехра спонукає доньку до розлучення. Есма віддала Зехрі другий лист Дільшах, де сказано, що Хазар — батько Мірана. Зехра не розуміє, чи це і є той зниклий лист, і якщо так, то чому чоловік не сказав їй про сина. Щоб Реян повернулася до брата, Еліф наважується розповісти їй, що то вона штовхнула Хазара. Есма зустрічає дівчину і вмовляє повернутися додому. Султан знає таємницю Еліф.
Азат розповів дідові, що Ярен знала про підступ Асланбеїв із весіллям. Той хотів ударити Ярен, але Реян вступилася за сестру. Насух жалкує, що дуже ображав нерідну онуку. Султан показала Мірану шрам від праски на животі, стверджуючи, що чоловіки-Асланбеї — монстри. Свекруха погрожує її убити. Баба говорить Мірану, що, якщо лист і був, то його підробив Хазар. Але той упевнений, що впізнає почерк матері, бо має фото із її написом. Ґьонюль зізнається Ферату, що баба приховує її брата. Реян дізнається, що ювелір, який виготовив каблучку для Дільшах на замовлення її батька, живий. Вона закликає чоловіка поїхати до нього. Але через погрози Азазе майстер змушений збрехати, нібито саме Асланбей замовляв каблучку. Реян спантеличена, але продовжує вірити батькові. Зехра не хоче розповідати Хазару про сина, поки не впевниться, що лист справжній. Насух вимагає, щоб Ярен якнайшвидше видали в шлюб. Та злиться. Лист Дільшах у неї. Реян отримує записку, у якій, щоб дізнатися дещо цікаве, їй пропонують приїхати у рідне село Дільшах. Вона їде. Меліке розповідає про це Мірану. Він заперечує, що його мама звідти, бо баба розказувала, що Дільшах — із Мідьята. Але приїхавши у те село, Реян і Міран знайшли дім, де жила Дільшах до одруження. Її мама і тато вже померли, але хата збереглася. Бабуся, яка живе там, розповіла, що дівчина дуже неохоче вступила в шлюб, і Аслаланбеї знущалися з неї. Після смерті дівчини, її мама пішла до них, щоб побачити онука, але Азізе прогнала її, пригрозивши, що вб'є малюка. Міран приголомшений почутим. Привізши Реян додому, Міран застав там Еліф, яка на весь двір кричала, що то вона штовхнула Хазара. Реян звинуватила чоловіка, що він використовує сестру. Асланбеї пішли. Хазар зізнався доньці, що збрехав. Реян побігла за Міраном, але той дуже ображений і не хоче її слухати. Азізе приїхала забирати онуку. Під час суперечки вона впустила чотки, які завжди носить із собою. Друг Насуха упізнав їх. Баба хоче відправити обох онучок із країни. Хазар просить Мірана помиритися із Реян. Хлопець отримує документи на розлучення із підписом дружини. Зехра вмовляє Есму не казати Хазару про сина, адже тоді треба буде зізнатися доньці, що вона не від чоловіка.
Документи на розлучення відправила Ярен. Хазар дізнався, що Міран здав для нього кров, і тепер ще більше шкодує, що наговорив на зятя. Фірат відкрито суперечить Азізе, протестуючи проти відправлення метері за кордон. Жінка, яка розповідала Мірану про Дільшах, зізналася, що вона — його рідна бабуся. Реян повернулася в дім Асланбеїв і дізналася, що Еліф закохана у Азата. Зехра зізналася доньці і зятю, що то вона змусила чоловіка намовити на Мірана. Ярен просила Азізе підіслати їм на сватання фіктивного нареченого, і коли той з'явився, дівчина нібито погодилася вийти за нього. Але виявилося, що Азізе її обдурила і нікого не присилала. Так що сватання справжнє. Міран і Реян остаточно помирилися. Вони привезли в дім Асланбеїв справжню бабусю Мірана. Азізе стверджує, що прогнала її, бо та постійно вимагала грошей. Ярен прийшла до нареченого Харуна, щоб відмовити його одружуватися, але той грубо повівся із нею. Ферат це бачив і турбується за неї. Він відмовився переписати майно Асланбеїв на Азізе, коли вона стала це вимагати. Міран підтримав його. Еліф замість того, щоб поїхати, одружується із Азатом. Азізе — у страшному горі.
Баба змушує Мірана їхати забирати онуку. Еліф погоджується повернутися, але вимагає, щоб Азізе відмовилася від помсти. Та при всіх знову "заводить пісню" про вбивство сина і невістки підступним Хазаром. Насух хоче організувати у заміському маєтку гучне весілля для онука. Азат привозить туди Еліф і кличе Реян, щоб та з'ясувала, чи не бажає його дружина розлучитися, бо мети у припиненні помсти досягнути не вдалося. Реян приїхала із Міраном, і чоловіки почали огризатися одне на одного. Азізе зі сьозами згадує, як Насух нашкодив їй у молодості, але зараз навіть не розуміє цього. Це якось пов'язано із давньою пожежею у маєтку. Щоб перешкодити святу, баба їде туди із охоронцем. Четверо людей знаходяться у кімнаті, коли туди закинули запалену пляшку із горючою рідиною. Міран витягнув непритомну дружину, а потім врятував Азата, на якого впала балка. Еліф вийшла сама. Азат вже не думає про розлучення і забирає дружину додому. Дід передумав влаштовувати весілля. Він згадує молодість і свою кохану Айше. Виявляється, вона була служницею у Шадоглу. Азізе вночі відсилає із дому Султан, бо та сприяла шлюбу Еліф. Її помістили у божевільню, але невідомі вороги Азізе відразу ж звільнили жінку. Повернувшись додому, вона не видала бабу рідним. Зехрі повідомили, що у її матері, з якою вона не спілкувалася багато років, стався інфаркт. Жінка вирушає до неї, а перед тим зустрічається із Азізе. Вона сказала, що знає правду про Мірана, і все розповість чоловікові, якщо баба комусь зашкодить. Лист Дільшах Зехра сховала у ляльці Ґюль. Якийсь чоловік у поліції зізнався, що це він підпалив будинок Шадоглу, і нібито для цього його найняла Ханіфе. Її затримали. Вона звертається до сестри за допомогою, але та не поспішає їй сприяти, щоб не видати себе.
Син ювеліра, який робив перстень Дільшах, прийшов до Асланбеїв і сказав, що його батько помер. Він звинуватив Азізе у погрозах і зізнався, що то Хазар замовляв прикрасу. Через попередню брехню Міран не надто йому вірить. Джихан із сином і майбутнім зятем прийшли у готель, яким спільно володіють із Асланбеями, і сказали Ферату, що повертаються до керування. Харун із кимось говорить по телефону, і стає зрозуміло, що він — один із ворогів Азізе. Він домовився із Ханіфе, що визволить її, якщо вона допомагатиме. Султан розповіла Мірану про божевільню, і вони поїхали туди. Побачивши підозрілого чоловіка, Міран попросив своїх людей з'ясувати, на кого зареєстрована машина незнайомця. Виявилося, що вона числиться за компанією Асланбеїв. Азізе прагне вигнати бабусю Шукран, а та розповіла онуку, що його мама збиралася тікати від батька, і якийсь друг мав їй допомогти у цьому. Але Міран відгороджується від поганих новин і досі любить Азізе. За вказівкою Харуна Ханіфе знаходить лист Дільшах, який сховала Ярен. Насух розмовляє із сином ювеліра, і з'ясовується, що майстер допомагав Дільшах зустрітися із батьком Хазара, коли останній був у армії. Ювелір знав, що хлопець кохає її, і просив Насуха прихистити дівчину, бо Асланбеї можуть її викрасти. Але старший Шадоглу відмовився, бо хотів для сина багату наречену. Ханіфе віддала лист Хазару, а той — Мірану. Хлопець показує його Азізе і питає, чому вона йому брехала. Та виправдовується, нібито не знала, що син ображає невістку, а Султан бреше, що Дільшах познайомилася із Хазаром вже після весілля, дійсно одного разу просила про порятунок від чоловіка, але потім передумала, і Хазар почав її переслідувати. Ярен переконує батьків, що Харун дуже погано із нею поводиться, і хоче влаштувати йому пастку. Фірат дізнався від матері, що Хазар кохав Дільшах і не міг їй нашкодити. Харун здогадався про наміри Ярен і зіграв «гарного хлопця». Міран і Реян простежили за Ханіфе і дізналися, що то Азізе підпалила маєток Шадоглу. Шукран кличе Хазара поговорити про доньку. Міран все чує, але відмовляється вірити. Реян не витримує і йде разом із батьком. Ґьонюль хоче, щоб Фірат переписав майно на неї. Ханіфе розповіла Насуху про підпал, той пробачив їй зраду (вона приховала, що є сестрою Азізе) і хоче влаштувати у готелі бенкет на честь онука і Еліф. Хандан змусила невістку повернутися до баби, розказавши про погрози останньої вбити Азата. Шадоглу поїхали забирати дівчину, а та ледь не стрибнула із перил верхнього поверху, звинувачуюючи Азізе у помсті. Азат підхопив дружину, і Міран допоміг їм піти від Асланбеїв. Джихан погрожує розлучитися із Хандан, якщо та не припинить нападати на Еліф. Хазар розуміє, що донька нещасна, і просить Мірана забрати її.
Має відбутися голосування за голову ради директорів. Кандидатів два — Азат і Азізе. Ґьонюль шантажем змушує бабу зізнатися їй, що втрачений брат — то Ферат, але із помсти все-одно голосує за Азата. Той виграє. Ґюль бачить у гаманці діда фото Айше і зізнається, що помітила таке ж, коли гралася у хованки у кімнаті Азізе. Остання згадує молодість, і по однаковій родимці над губою стає зрозуміло, що Азізе і є Айше. Вона мститься, бо Насух так і не повернувся до неї, і все це пов'язано із давньою пожежею у маєтку. Міран підозрює, що Харун щось задумав і наказує дізнатися про його минуле, а той тим часом підкинув хлопцю чергову записку із порадою відшукати подругу мами. Хазар згадав, що її звати Айла. Жінка розповіла, що Насух відмовився допомагати Дільшах. Хазар шокований таким вчинком батька і свариться із ним. Міран знайшов слідчого, що займався справою убивства його батьків. Той розповів, що Азізе сприяла його звільненню, бо він стверджував, що у Хазара і Дільшах стріляли, але дівчину не ґвалтували. А її чоловіка, ймовірно, вбив хтось інший із іншого пістолета, і існує свідок цього. Міран і Хазар остаточно помирилися, але хлопець хоче знайти свідка і, підозрюючи бабу у причетності до його зникнення, він мимохідь згадує про нього. А також радує Азізе обіцянкою убити Хазара. Згідно партнерської угоди, якщо Шадоглу терміново не вкладуть значну суму грошей у компанію, то втратять керівництво. Харун знає це і пропонує викупити у них акції, плануючи розорити «майбутніх родичів». Баба зрозуміла, що Міран стежить за нею і, розмовляючи зі свідком, удала, що брехала про зґвалтування, бо не хотіла, щоб онук думав про маму, як про безчесну зрадницю, яка втекла із коханцем. Насух розповів сину, що не зі зла відмовився від Дільшах, а тому що Мехмет Асланбей сказав, що є її нареченим, і вони вже мали секс. Від свідка злочину Джихан почув про зелену машину із розбитою фарою, яку той бачив. Він згадав, що у батька була така. Під час розмови про це Насух зізнався Джихану у вбивстві. Міран виганяє Азізе із дому.
Есма поїхала разом із хазяйкою. Вони поселилися у домі Ферата. На людях Міран продовжує сердитися на Хазара, нібито той все одно міг убити батьків, але насправді дуже картається, що вірив бабі і раніше сильно образив Реян. Із розмови Азата із дядьком Ярен дізналася, що Реян не є Шадоглу. Вона шантажувала діда, щоб не змушував одружуватися, але потім при всіх розповіла таємницю. У кімнаті Дільшах Міран і Хазар знайшли аудіокасету, із випадково записаною розмовою дівчини із подругою. Вона переживає через зазіхання Асланбея і шкодує, що не може пожалітися Хазару, бо той в армії. Щоб отримати необхідні $20 млн., Шадоглу змушені продати 5 % акцій Харунові. Дід відвіз Ярен у село до якоїсь жінки і закрив у кошарі. Реян ображена на батька і чоловіка, не хоче слухати їхні виправдання і проганяє. Ґюль сама пішла на автовокзал, щоб поїхати і повернути маму. Азізе наказує привезти її до неї. Вона віддала дівчинку батькові, але лялька із листом Дільшах залишилися у неї. На вимогу діда Ярен довелося розписатися із Харуном прямо біля кошари. Ґьонюль сумнівається у словах баби і вночі розкопує могилу брата. Знаходить там шкатулку із запискою, що він живий. Реян каже сім'ї, що надалі самостійно вирішуваттме свою долю, йде від усіх і вимагає її не переслідувати. Вона забрала у Азізе ляльку сестри і повернулася до Шукран. На вимогу Хандан дід дозволив Ярен і Харуну певний час пожити в маєтку. Ґьонюль розказала Ферату, як Азізе зізнавалася нібито Есма його усиновила, але проведене дівчиною розслідування показало, що свідоцтво про всиновлення фальшиве, тобто він їй не брат. Хлопець їде до Азізе, щоб забрати від неї матір, але та не погоджується, бо раніше Міран попросив її стежити за бабою.

### Третій сезон
Азізе дає Реян папери з інформацією про її справжнього батька, але дівчина розриває їх. Вона пробачає батькові і чоловіку, а останній відмовляється від помсти за батьків. Азізе вимагає зустрічі із Хазаром, щоб убити його. У Хандан починаються складні пологи, але через бабу її не можуть відвезти до лікарні. Еліф остаточно переконується, що Азат не покохає її, і топиться у річці. З'являється новий персонаж — нібито померлий син Султан — Аслан. Він також прагне помсти кривдникам. У Хандан народилася дівчинка. Щоб завадити бабі убити Азата, Міран сам стріляє у нього, лише легко поранивши, і переконує Азізе, що не забув про помсту. Реян бачить це. Аслан допомагає Азатові. Вочевидь, він закоханий у Реян. Вона вірить поясненням чоловіка, але, щоб урятувати його від діда і дядька, вдає, що хоче розлучитися з ним. Аслан добре поводиться із Азізе, але ненавидить її, бо розлучила з матір'ю і віддала чужій родині. Харун — його спільник. Джихан із щоденника Еліф довідався, що Султан не допомогла чоловікові, коли вони потрапили у аварію. Помічник Аслана Махфуз — справжній батько Реян. Він був змушений колись покинути доньку, але потім спеціально знайшов Аслана, щоб через нього помститися Азізе за завдану Реян кривду. Служниця Султан Асіє — його спільниця. Всі вони слухаються жінку, яку називають «наша пані». Можливо, це Дільшах, бо до її мами навідувалася якась жінка.
Султан знаходить лист Зехри і віддає його синові, щоб той припинив ворожнечу між сім'ями, розказавши, що Міран — син Хазара. Але той спалив листа, щоб Реян не отримала змоги повернутися до чоловіка. Він робить усе, щоб Міран ревнував дружину до нього. Всі думають, що подружжя розлучилося, але це не так. Азізе здогадалася про кохання Аслана. Джихан шантажує Султан словами Еліф зі щоденника. Міран привозить Зехру додому. Та зла, що родина розлучила її доньку. Насух говорить їй, що Хазар дійсно убив батька Міран, але забув про це. Реян і Аслан чують його слова. Реян сильно переживає, що чоловік знову мститиметься. Зехра зізнається свекру про батьківство Хазара. Вони викликають останнього до подруги Дільшах, але та стверджує, що був аборт. Азізе згадує ніч смерті сина, і, виявляється, що він стріляв у дружину і Хазара, а потім застрелився перед матір'ю. Міран знаходить у будинку Аслана записки від «незнайомця» і кличе його на зустріч; Реян також їде туди із Харуном. Помічник Азізе стріляє у Мірана, коли він бився з Асланом. Міран падає у річку, і Реян кидається за ним. Баба переконує онука, що з Міраном все гаразд, але Джихан із поплічниками розшукує їх, щоб убити зятя. Хазар і Зехра потрапили у аварію по дорозі в лікарню, і жінці довелося там народжувати. Ханіфе прагне розпочати «нове життя» на гроші племінника, розповівши йому таємниці минулого, але гине від випадкового пострілу під час штурханини із сестрою і її помічником.
Ґьонюль дізнається, що Мірана можуть убити, їде рятувати його, але, натомість сама стріляє в колишнього за відмову покинути Реян. Джихан силою забирає її і племінницю додому. Аслан і Харун знаходять листа Ханіфе і розуміють, що під час давньої пожежі загинув маленький син Айше-Азізе і Насуха. А мати останнього розповіла їй, що чоловік забув її, одружився і дружина вже вагітна. Стара повитуха каже Хазару, що Дільшах не позбувалася дитини. Люди Азізе утримують Аслана. Він має психічні розлади, і без ліків у нього починаються галюцинації. Міран визволяє хлопця, і баба стверджує, що із пологового будинку його викрала сестра її чоловіка — Фюсюн, а повернула лише у трирічному віці. Міран і Реян вперше кохаються. Махмуз зізнається Хазарові, що Реян — його донька. Розповідає також про Мірана і, що Аслан становить небезпеку. Останній погрожує родині, що застрелиться, щоб його запросили жити до сімейного маєтку. Він викрадає Реян, Міран і Хазар наздоганяють злочинця, він стріляє у суперника, але батько затуляє собою сина. Махфуз ранить Аслана, він потрапляє у аварію і отримує сильні опіки. Із Хазаром усе гаразд, але Міран не приймає його, як батька. Харун — син Фюсюн. Реян чекає дитину. Аслан помирає, і Азізе вирішує здійснити помсту, наказавши помічнику підпалити Хазара, щоб він загинув, як її маленький син. Вона в усьому зізнається Насухові, але той ошелешує її, стверджуючи, що його старший син і є їхньою дитиною. Мати принесла малюка, сказавши, що він єдиний вижив у пожежі. Азізе встигає врятувати Хазара, сильно попікши руки. Вона забороняє Насуху розповідати щось сину. Джихан зруйнував заміський будинок, бо дід збирався віддати його Мірану, ян новому онуку. Фюсюн звинувачує Азізе у смерті Аслана і прагне помсти.
Махфуз зізнається поліції, що стріляв у Аслана. Хазар розповідає Реян правду про нього. Дівчина сердиться, але пробачає батька. Міран свого також. Азізе всі ці роки утримувала Дільшах. Наразі вона вирішила повернути Мірану маму, але Фюсюн викрала жінку. Баба домовилася із Харуном, який хоче миру, і той знайшов полонянку. Фюсюн надіслала Реян отруєні солодощі. Азізе їде у хатинку до дівчини, дає їй сік лікарської трави і допомагає дібратися до траси, де непритомну Реян забирають до лікарні. У неї була двійня, але один плід помер. Дівчина не пам'ятає про Азізе, а рідні приховують погану звістку. Фюсюн налаштовує Мірана проти баби. Есма зізналася сину, що чоловік Азізе зґвалтував її, і вона його вбила. Ферат — його син. Насправді Аслан не помер. Він у комі, і Султан таємно вивозить його в інше місто.
Фюсюн знаходить Дільшах і віддає її Хазару. Щоб позбавитись суперниці, Зехра бреше, що мама Шукран померла, але потім шкодує. Хазар привозить колишню у свій дім, де відбувається її зустріч із матір'ю і Міраном, але нещасна не вірить, що син живий, бо вже давно Азізе збрехала, що його збила машина. Джихан розповідає всім про минуле його батька і Азізе. Жінка на майдані привселюдно вибачається за все зло, що накоїла, і хоче застрелитися. Міран не вірить у каяття, а Реян трохи поблажливіша, бо згадала, що баба врятувала її друге маля. Ферат перед Фюсюн заявив свої права на майно, як Асланбей. Харун закохався у Ярен, але, зрозумівши, що вона лиш використовує його, зібрався розлучатися. Дівчина боїться повернення у дім діда і під час суперечки ненавмисно стріляє і вбиває чоловіка. Джихан підлаштував, начебто до вбивства причетна Азізе. Фюсюн організовує аварію на дорозі, в яку потрапляє Міран, що віз Азру — названу доньку Дільшах. Ще немовлям Азізе принесла її невістці, забравши із дитбудинку, де її залишила Фюсюн. Тоді донька їй була не потрібна, але з часом вона почала розшукувати дівчину. Азізе розповідає Дільшах про це, і остання штрикає бабу ножем. Реян і Азра таємно піклуються про поранену. Фюсюн перед Шадоглу зізнається у замаху на Мірана і розповідає, що Азізе — мати Хазара. Вона здогадалася, що Езра — її донька, а та розгнівана, бо також могла постраждати у аварії. Ярен зізналася братові в убивстві чоловіка. Між Азатом і Ґьонюль розгорається кохання.
На прохання Азізе Азра погоджується нібито пробачити матір. Життя Реян під великою загрозою, якщо вона народить дитину. Вона приховує це від усіх, щоб не змушували робити аборт. Дільшах дізналася про це і радіє, що невістка помре, бо та помирила Мірана із бабусею. Жінка зі злорадством ділиться із Реян планами одружити сина і Азру. Азат і Ґьонюль таємно від батьків побралися і виїхали. Джихан впевнений, що Міран потурав кузенам, щоб стати головним спадкоємцем Шадоглу. Міран почув, що Фюсюн причетна до отруєння дружини і направлявся убити її, але Реян зупинила його звісткою про свою ймовірну смерть. Чоловік розшукує лікаря, який би міг допомогти. Ярен зізналася свекрусі в убивстві Харуна. Дівчина носить дитину, тому Фюсюн не може її вбити. Та й Джихан тоді може скривдити Азру. Остання, дізнавшись про вину матері перед Реян, дуже розгнівана. Фірат одружився із Зейнеп і за порадою Азізе переїхав жити у маєток Асланбеїв як господар. Більшість акціонерів проголосували, щоб зробити його керівником компанії. На прохання доньки Хазар помирився із матір'ю. Міран розуміє, що Дільшах може нашкодити дружині, і тому змушений відправити її у психлікарню. У Реян стаються передчасні пологи, але і її, і малюка Умута вдається врятувати. Фесюн удає, що хоче зашкодити Ярен, і Джихан вирушає рятувати доньку. Хазар прагне допомогти, але виникає сутичка, в ході якої помічник Фесюн стріляє у Хазара, вбиваючи його і підставляючи брата останнього. Фесюн викрадає Умута і вимагає, щоб Міран підкинув дядькові знаряддя вбивства. Той погоджується, але повідомляє про це Джихану. Зібравши всіх своїх людей, Фесюн нападає на Азізе і Джихана, які об'єдналися проти неї. Міран погрожує їй пістолетом, але зла жінка лише вихваляється вбивством його батька та іншими злочинами. Виявляється, Міран організував все це, щоб поліцейські у засідці почули зізнання Фесюн. ЇЇ арештовують. Міран забирає Умута.
Через 4 роки:
Вся сім'я живе у мирі. У Азата і Гюнюль народжується дитина. Реян влаштувалася в школу вчителькою, а ще вони з Міраном взяли дівчинку з дитячого притулку. Умута дружить з сином Ферата і Зехри. Реян вдруге вагітна двійнею. Уся сім'я щаслива.

## Трансляція в Україні
- З 13 квітня по 24 липня 2020 року на телеканалі 1+1, у будні о 17:10, 1-140 серії.
- З 1 лютого по 12 березня 2021 року на телеканалі 1+1 у будні о 17:10, 141-205 серії.
- З 22 жовтня 2022 по 20 травня 2023 року на телеканалі Бігуді, у вихідні о 19:00.
- З 10 липня по 29 вересня 2023 року на телеканалі Бігуді, у будні о 15:00.